# Пумпури (платформа)
Пу́мпури (латыш. Pumpuri) — остановочный пункт в Юрмале на электрифицированной железнодорожной линии Торнякалнс — Тукумс II, ранее являвшейся частью Риго-Орловской железной дороги.

## История
Платформа Карлсбад была открыта в числе первых станций новой железной дороги, связавшей Ригу с побережьем в 1877 году. Её активными пользователями стали многочисленные дачники, посетители курзалов, пансионатов и морских ванн. Нынешнее станционное здание сохранилось до наших дней в своём историческом виде.
В 1914 году, после появления невдалеке новой посадочной платформы, была переименована в Карлсбад-I. В 1919 году стала называться Меллужи, в 1922 году — Меллужи-I. С 1939 года называется Пумпури.
В конце 2015 — начале 2016 гг. проведена реконструкция платформы (Перроны заменены на средние, высотой 550 мм над головкой рельса, демонтирован островной перрон, установлены информационные табло и камеры видеонаблюдения).

## Галерея

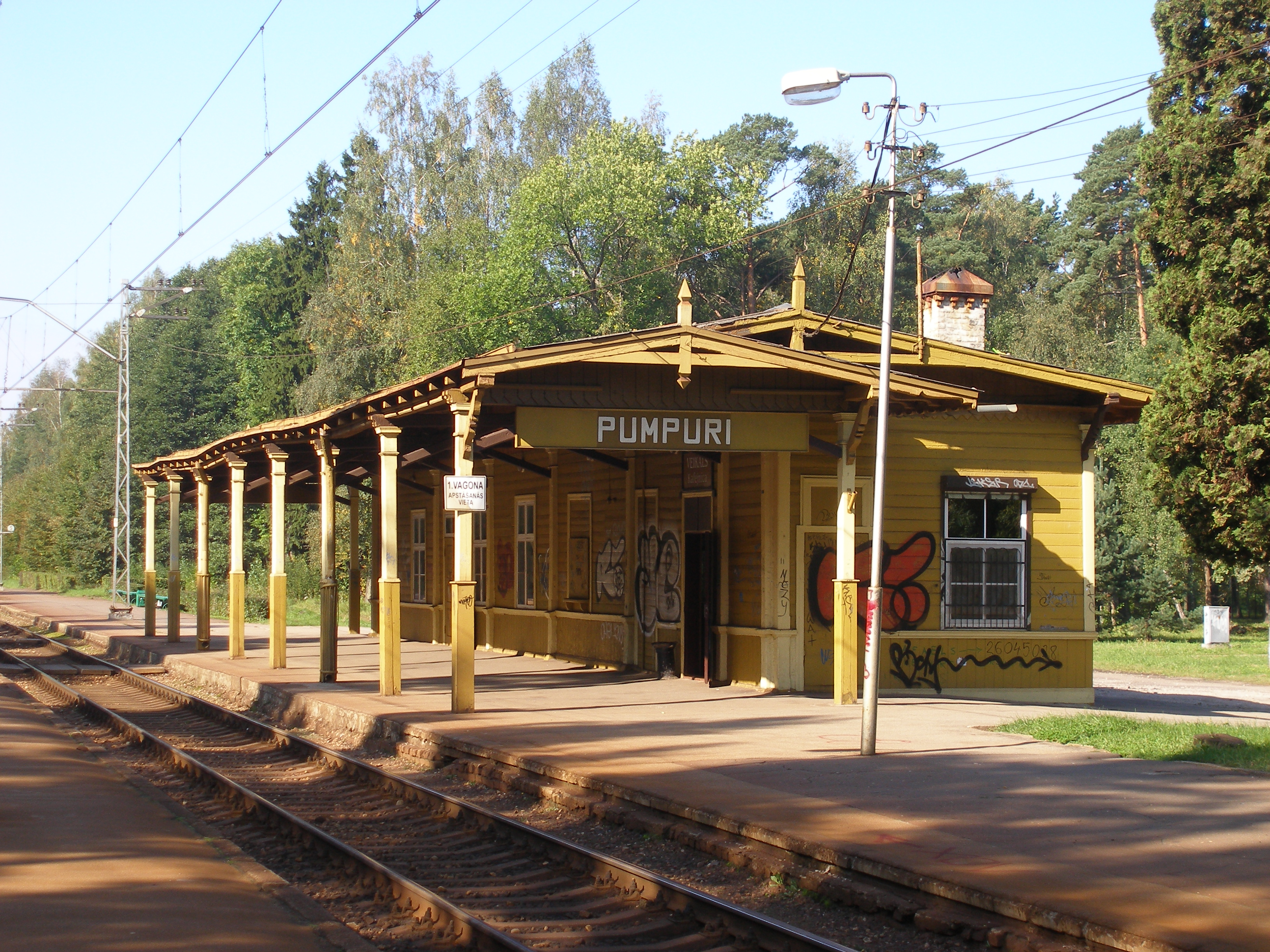
Пассажирское здание (сентябрь 2010 г.)
Общий вид (май 2016 г.)